# Copestylum bequaerti
Copestylum bequaerti är en tvåvingeart som beskrevs av Charles Howard Curran 1930. Copestylum bequaerti ingår i släktet Copestylum och familjen blomflugor. Inga underarter finns listade i Catalogue of Life.